# Melchow
Melchow är en kommun och ort i Landkreis Barnim i förbundslandet Brandenburg i Tyskland. Kommunen ingår i kommunalförbundet Amt Biesenthal-Barnim.